# Huta (obwód zakarpacki)
Huta (ukr. Гута) – wieś na Ukrainie w rejonie użhorodzkim obwodu zakarpackiego.